# Jaszresz
Jaszresz (hebr. ישרש) – moszaw położony w Samorządzie Regionu Gezer, w Dystrykcie Centralnym, w Izraelu.

## Historia
Moszaw został założony w 1950 przez imigrantów z Maroka.

## Gospodarka
Gospodarka moszawu opiera się na intensywnym rolnictwie.

## Komunikacja
Przy moszawie przebiega droga ekspresowa nr 40 (Kefar Sawa-Ketura).